# Kozma Mátyás
Kozma Mátyás (Marosvásárhely, 1929. július 23. – Marosvásárhely, 1994. november 1.) romániai magyar orgonaművész, zeneszerző. Kozma Géza fia.

## Életútja
Szülővárosában érettségizett (1948), a kolozsvári Gheorghe Dima Zenekonzervatóriumban szerzett zenetanári oklevelet (1954). Marosvásárhelyen a Filharmónia orgonistája (1955–57), majd igazgatója (1959–66), a rádióstúdió zenei szerkesztője (1957–59), a Tanárképző Főiskola zene szakán adjunktus (1966–74), a Maros Együttes művészeti titkára (1974–78), majd korrepetitora (1978–80). Utóbb (1980-tól) a Kultúrpalota orgonaművésze, utóda Molnár Tünde orgonaművész.

## Munkássága
A Piroska és a farkas című bábdarabhoz írt kísérőzenéjét 1949-ben közölte a Művelődési Útmutató. Tuduka Oszkár verse nyomán szerzett Szolgáld a hazát című tömegdala (1952) megjelent a Muzica mellékleteként; refrénjének kezdete a marosvásárhelyi rádióadó szünetjele volt. Számos kamaramű szerzője: Három válaszúti népdal (1956) és Orgonaverseny (1961) című műveit Electrecord-hanglemezen is kiadták. Táncjátékai: A Szent Anna-tó balladája (1957) és A kommunista balladája (Aragon után, 1963). Oratóriumot szerzett In memoriam Dózsa címmel (1978), továbbá számos dalt Puskin, Salamon Ernő, Áprily, Magyari Lajos, Dsida Jenő, Király László, valamint kórusműveket Csokonai, Veress Zoltán, Székely János, Szilágyi Domokos, Tamás Mária, Jancsik Pál, Áprily-fordításban Șt. O. Iosif és mások verseire.
Szerzeményeit, számos cikkét a Művelődés, Előre, Utunk, Új Élet és a Vörös Zászló közölte. Enescu és Marosvásárhely című tanulmánya (Igaz Szó, 1970/1) bővítve újra megjelent a Zenetudományi írások című gyűjteményben (1980). Monográfiája a marosvásárhelyi Kultúrpalota orgonájáról kéziratban. Lehotka Gábor orgonaművésszel jó kapcsolatokat ápolt, Lehotka több alkalommal is játszott orgonamuzsikát (Bach darabokat) Marosvásárhelyen a Kulturpalota orgonáján.